# Ein Engel und Paul
Ein Engel und Paul, ein Fernsehfilm unter der Regie von Manfred Stelzer nach dem Drehbuch von Doris J. Heinze, ist eine Liebesgeschichte über eine Amour fou zweier Menschen aus unterschiedlichen Lebenswelten.

## Handlung
Marie, der blonde Engel, sitzt in einem Straßencafé und macht Männer auf sich aufmerksam, nicht nur durch ihre Schönheit, sondern auch dadurch, dass sie für alle sichtbar Heiratsannoncen liest. Das ist ihr Job. Sie arbeitet bei Charly in einem dubiosen Eheanbahnungsinstitut, das Männer dazu verleiten will, zahlendes Mitglied im „Club der einsamen Herzen“ zu werden. Da sieht sie Paul, stolpernd, ungeschickt und sehr in Eile aus einem Hochhaus kommen. Sie verliebt sich sofort in ihn. Das ist der Mann ihrer Träume. Mit Professionalität, großer Energie und auch Penetranz dringt sie in alle seine Lebensbereiche ein, erreicht sie seine Aufmerksamkeit, sein Interesse und seine Liebe.
Paul, der Anwalt in der Kanzlei seines Freundes Hans, hat eigentlich keine Zeit für eine neue Liebe. Er ist mit Louise verheiratet, einer intelligenten und attraktiven Frau. Die beiden haben eine 14-jährige Tochter in der Pubertät, Laura. Die Ehe ist eigentlich harmonisch, doch etwas durch Gewohnheiten und Pflichten abgestumpft, zumal Paul wegen seiner fordernden Arbeit als Anwalt kaum Zeit hat. Louise war für das Großziehen ihrer Tochter zu Hause und hat jetzt wieder Lust zu arbeiten.
Dahinein stößt Marie, die die Liebe in Paul entfacht. Für einen Moment wollen beide diese Entwicklung einer Liebesbeziehung stoppen, ein retardierendes Moment. Doch eine zufällige Begegnung facht den Brand wieder an. Louise bemerkt die Gefühlslage ihres Mannes, er verheimlicht es nicht. Doch sie will eine Entscheidung von Paul und wirft ihn aus der Wohnung. Paul holt Marie aus dem Tanzlokal, der Mittelpunkt von Charlys „Heiratsinstitut“. Charly will Marie nicht gehen lassen, er will sie mit Gewalt in Zuhältermanier halten. Paul und Marie fliehen in das Ferienhaus von Hans nach Südfrankreich, für eine Auszeit. Doch Hans braucht Paul in der Kanzlei und gibt ihm nur wenig Zeit. Es wird eine schöne gemeinsame Zeit für Paul und Marie. Bei ihrer Rückkehr hat Paul eine Überraschung für Marie: die gemeinsame Perspektive in einem Reihenhaus mit parzelliertem Grünstreifen. Da bekennt Marie ihre Liebe zu Paul, flieht aber unter einer Ausrede. Paul liebt sie, aber er weiß, dass sie nicht zurückkehren wird: zu unterschiedlich sind ihre Lebenswelten.

## Produktion
Im Auftrag des Bayerischen Rundfunks (BR) (München) und der Degeto Film GmbH (Frankfurt am Main) wurde der Film zwischen 2001 und 2003 in Berlin und Südfrankreich gedreht.

## Kritik
„'Ein Engel und Paul’ ist eine zauberhafte, moderne Liebesgeschichte über den kurzen, aber heftigen Traum zweier höchst unterschiedlicher Charaktere. Pierre Besson spielt einen gut situierten Rechtsanwalt, der alles hinwirft, weil er seine absolute Traumfrau gefunden hat, die von Eva Hassmann mit einem Hauch von Marilyn Monroe verkörpert wird. Das hervorragende Darsteller-Ensemble wird ergänzt von Gunda Ebert und Paul Faßnacht. Regisseur Manfred Stelzer hat die bitter-süße Liebesgeschichte mit leichter Hand inszeniert.“